# Apollo 13
Apollo 13 war die siebte bemannte Raumfahrtmission im Apollo-Programm der US-amerikanischen Raumfahrtbehörde NASA mit dem Ziel der dritten bemannten Mondlandung. Sie fand im April 1970 statt.
Nach der Explosion eines Tanks mit überkritischem Sauerstoff im Servicemodul des Apollo-Raumschiffs war die Landung auf dem Mond nicht mehr möglich, und die drei Astronauten Jim Lovell, Jack Swigert und Fred Haise mussten im Zuge einer weltweit beachteten Rettungsaktion zur Erde zurückkehren.

## Zusammenfassung
Am 11. April 1970, einem Samstag, startete die Saturn-V-Rakete um 19:13:00 UT vom Launch Complex 39A des Kennedy Space Centers in Florida. Rund 56 Stunden später – noch auf dem Hinweg zum Mond – geschah die Havarie. Um zu überleben, stiegen die Astronauten in die Mondlandefähre um, wo sie die meiste Zeit bis kurz vor dem Wiedereintritt in die Erdatmosphäre verbrachten. Nach der Explosion des Tanks vergingen knapp 88 Stunden, die nur mit mehreren technischen Improvisationen überstanden wurden, bis das Kommandomodul mit den drei Männern am Freitag, dem 17. April 1970 in der Nähe des Bergungsschiffs Iwo Jima um 18:07:41 UT im Südpazifik wasserte.

## Personalia

### Hauptbesatzung
Am 6. August 1969, kurz nach der ersten erfolgreichen bemannten Mondlandung durch Apollo 11, gab die NASA die Mannschaften für die Missionen Apollo 13 und Apollo 14 bekannt.
Zum Kommandanten von Apollo 13 wurde James A. „Jim“ Lovell ernannt. Lovell unternahm damit nach Gemini 7, Gemini 12 und Apollo 8 als erster Raumfahrer einen vierten Weltraumflug. Er wurde damit gleichzeitig der erste Mensch, der eine zweite Apollo-Mission unternahm, und auch der erste Mensch, der zweimal zum Mond geflogen ist; diesen betrat er allerdings nie.

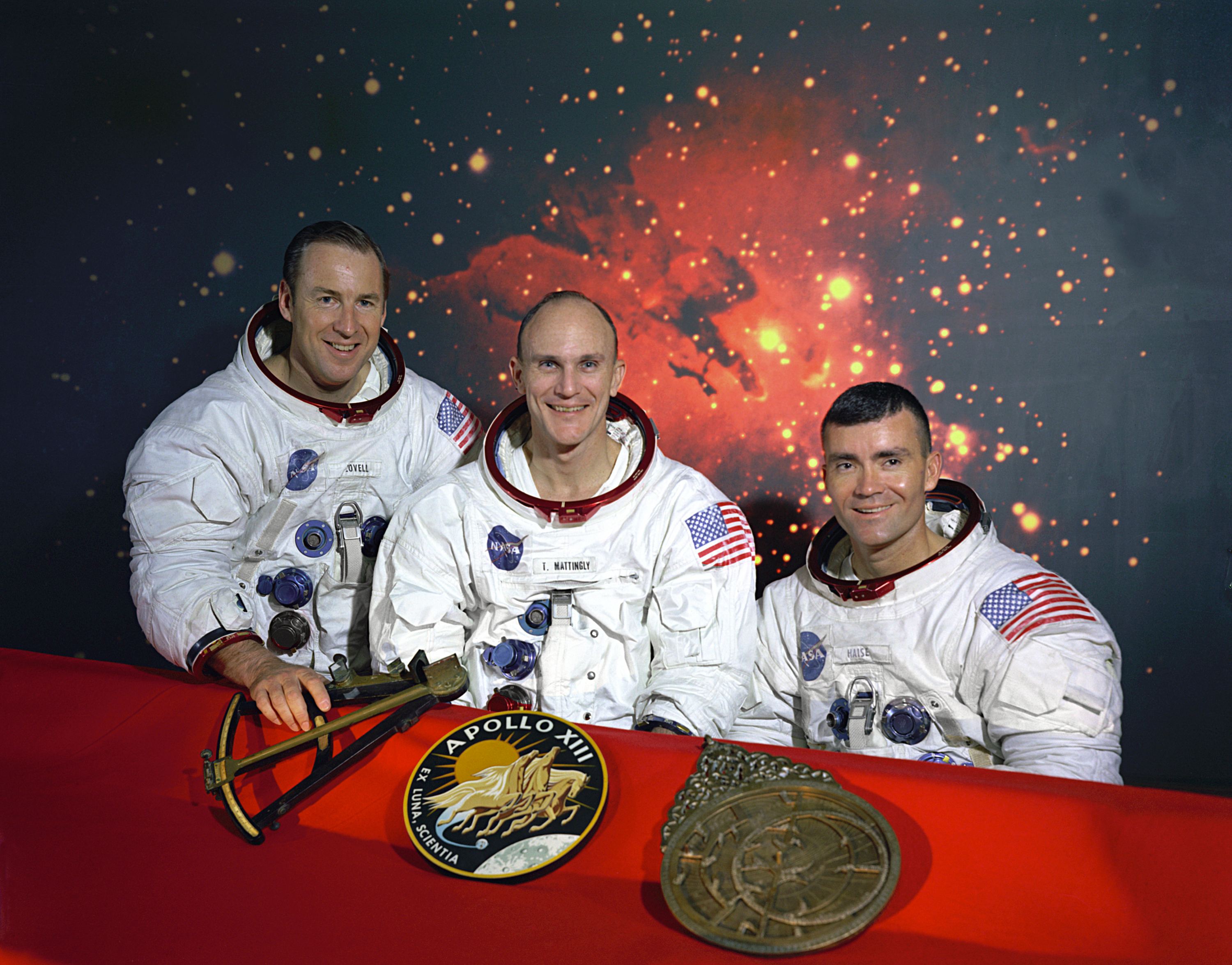
Apollo 13 – Ursprünglich vorgesehene Crew mit Ken Mattingly in der Mitte

Pilot der Apollo-Kommandokapsel sollte zuerst Thomas „Ken“ Mattingly werden, als Pilot der Mondlandefähre war Fred W. „Freddo“ Haise vorgesehen. Die beiden waren die ersten der fünften Astronautenauswahlgruppe, die für einen Raumflug in die Hauptmannschaft eingeteilt wurden.
Einige Tage vor dem Start, am 6. April 1970, erkrankte der Ersatzpilot der Mondfähre, Charles Duke, an Röteln. Es stellte sich heraus, dass Ken Mattingly nicht dagegen immun war. Um das Risiko zu eliminieren, dass Mattingly während des Mondfluges erkrankte, wurde er am 9. April durch den Reservepiloten John L. „Jack“ Swigert ersetzt. Später nahm er dann dafür an der Apollo-16-Mission teil, für die eigentlich Swigert vorgesehen war. Wie sich später herausstellte, hatte sich Mattingly nicht mit Röteln infiziert.

### Bodenkontrolle, Ersatz und Unterstützung
John Young, der ebenso wie Lovell bereits drei Raumflüge absolviert hatte, wurde als Kommandant der Reservemannschaft eingeteilt. Swigert wurde Ersatzpilot der Apollo-Kommandokapsel; Charles Duke übernahm die Rolle des Ersatzpiloten für die Mondlandefähre. Nach der Erkrankung von Duke wurde Swigert kurzfristig in die Hauptbesatzung berufen. Mattingly übernahm seinen Posten in der Ersatzmannschaft.
Die Unterstützungsmannschaft (Support-Crew) bestand aus Jack R. Lousma, William R. Pogue und Vance D. Brand. Alle drei hatten schon Erfahrungen als Support-Crew oder Verbindungssprecher (Capcom).
Die Flugleitung aus dem Kontrollzentrum in Houston sollte in einem Vier-Schicht-System erfolgen. Jeder Schicht war ein Flugleiter (Flight Director) vorgesetzt, der über sein eigenes Team von Systemspezialisten verfügte, welches mit ihm ausgetauscht wurde.
Die für Apollo 13 vorgesehenen Flugleiter waren (in der Reihenfolge ihrer Schichten): Milt Windler, Gerald Griffin, Gene Kranz (zu dieser Zeit Chef des Flugleiterteams – Lead Flight Director) und Glynn Lunney.
Nach dem Unfall wurde von dem geplanten Schichtsystem abgewichen. Kranz’ Team wurde für das Krisenmanagement herausgezogen und übernahm nur noch für besonders kritische Flugphasen die direkte Kontrolle, während sich die anderen Flugleiter nun im Drei-Schicht-System abwechselten.
Als fest eingeteilte Verbindungssprecher (Capcom) dienten Joseph P. Kerwin, Vance D. Brand, Jack Lousma und Charles Duke. Die Capcoms arbeiteten ebenfalls in einem Schichtsystem, welches jedoch, um einen gleichzeitigen Austausch der Kontrollteams und des Capcom zu vermeiden, nicht deckungsgleich mit dem Schichtsystem der Flugleiter war. Bei kurzfristiger Abwesenheit des Capcom konnten andere im Kontrollzentrum anwesende Astronauten diese Funktion übernehmen. Ebenso konnten sich Tom Stafford als Leiter des Astronautenbüros und Deke Slayton als Chefastronaut jederzeit in die Kommunikation mit dem Raumschiff einschalten.

### Mannschafts-Rotationen
Die Apollo-Mannschaften wurden nicht erst kurz vor Bekanntgabe der Besatzungen zusammengestellt, sondern sie arbeiteten schon Jahre zuvor zusammen. Üblicherweise wurde eine Crew zunächst als Ersatzmannschaft eingeteilt, um drei Missionen später die Hauptbesatzung zu bilden.
Jim Lovell als Kommandant, William Anders als Pilot des Kommandomoduls und Fred Haise als Pilot der Mondfähre hatten die Ersatzmannschaft von Apollo 11 gebildet. Diese Mannschaft wäre turnusgemäß zur Hauptbesatzung von Apollo 14 geworden. Nach Apollo 11 verließ Anders die NASA und wurde durch Mattingly ersetzt. Die Ersatzmannschaft von Apollo 10 hatte aus Gordon Cooper (Kommandant), Donn Eisele (Pilot des Kommandomoduls) und Edgar Mitchell (Pilot der Landefähre) bestanden. Diese Mannschaft wurde nach Apollo 10 aufgelöst und unter dem Kommando von Alan Shepard neu formiert, mit Stuart Roosa als Pilot der Kommandokapsel und Mitchell als Pilot der Mondfähre. Shepard war kurz zuvor durch operativen Eingriff von der Menière-Krankheit geheilt und wieder flugtauglich geschrieben worden. Das NASA-Management hatte Bedenken, ihm nach so kurzer Vorbereitungszeit bereits die Mission Apollo 13 anzuvertrauen, sondern empfahl, stattdessen Jim Lovells Crew den Vorzug für Apollo 13 zu geben. Shepards Mannschaft wurde dann für Apollo 14 eingeteilt.
Anders als beim Tausch der Besatzungen von Apollo 8 und Apollo 9 wurden in diesem Fall die Ersatzmannschaften nicht getauscht.

## Vorbereitung
Die einzelnen Stufen der Saturn-V-Rakete AS-508 wurden im Juni und Juli 1969 in Cape Kennedy angeliefert und im Vehicle Assembly Building zusammengebaut. Am 15. Dezember 1969 konnte die Rakete zur Startrampe 39A gerollt werden. Das Apollo-Raumschiff CSM-109 erhielt nach dem Epos von Homer den Namen Odyssey, die Mondlandefähre LM-7 nach dem Sternbild den Namen  Aquarius.
Wie die Besatzung von Apollo 11 verzichteten auch die Astronauten von Apollo 13 darauf, dass ihre Namen auf dem Missionsabzeichen erschienen. Stattdessen erhielt es das lateinische Motto Ex Luna, Scientia („Vom Mond [kommt] das Wissen“). Deshalb musste das Logo nicht geändert werden, als einige Tage vor dem Start der Pilot Mattingly durch Swigert ersetzt wurde. Einige neue Mannschaftsfotos wurden angefertigt.
Die meiste Zeit der verbliebenen zwei Tage verbrachten die Astronauten im Simulator, um ihre Handlungsabläufe aufeinander abzustimmen.
Vorgesehen war die Landung auf dem Mond im Fra-Mauro-Hochland. Dies war die erste Landestelle im Rahmen des Apollo-Programms, die nicht in einem der relativ ebenen Meere (Maregebiete) des Mondes lag. Die Landestelle versprach ein vielfältiges Spektrum an Gesteinsformen; insbesondere sollte es mithilfe der Gesteinsfunde möglich sein, den großen Asteroideneinschlag zu datieren, der das Mare Imbrium geformt hat. Fra Mauro war den Wissenschaftlern so wichtig, dass das Landegebiet nach dem Fehlschlag von Apollo 13 auch für die Nachfolgemission Apollo 14 nominiert wurde.
Die Besatzung hatte sich vor dem Flug ausgiebig mit geologischen Studien befasst, um während der Mondexkursionen eine möglichst hohe wissenschaftliche Ausbeute erzielen zu können.
Außer der Entnahme von Gesteinsproben am Cone-Krater sollte in der Nähe der Landestelle das ALSEP (Apollo Lunar Surface Experiments Package) aufgestellt werden.

## Flugverlauf

### Start
Apollo 13 startete am 11. April 1970, 19:13:00 GMT in Cape Canaveral, Florida (13:13:00 Uhr im Kontrollzentrum in Houston). Die Anfangsphase des Starts wurde vom Startkontrollzentrum (Launch Control Center) unweit der Startplattform überwacht. Etwa neun Sekunden vor dem geplanten Abheben wurden die Triebwerke gezündet. Vier Haltearme am Fuß der Rakete (nicht zu verwechseln mit den Servicebrücken des Startturmes) hielten die Saturn V fest, bis der volle Triebwerksschub aufgebaut war. Hätte ein Triebwerk nicht die volle Leistung erreicht, hätte der Start immer noch abgebrochen werden können. Sobald die Haltearme zurückgezogen wurden, erfolgte das Abheben. Fünf Sekunden nach dem Start wurde das Yaw- (Gier-)programm initialisiert, d. h. die Trägerrakete steuerte etwas vom Startturm weg, um eine Kollision mit diesem zu vermeiden. Nach zehn Sekunden kam die Saturn V vom Startturm frei und die Missionskontrolle wurde an Milt Windler und sein Team in Houston übergeben. Einige Sekunden später wurde das Roll-Verfahren eingeleitet, welches den Azimut der Rakete von 90° auf 72° verringerte und in einer Flugbahn resultierte, die hinaus auf den Atlantik führte. Nach knapp drei Minuten in 68 km Höhe war die erste Stufe ausgebrannt und wurde abgetrennt. Aufgrund starker Vibrationen infolge eines auftretenden Pogoeffekts schaltete das mittlere Triebwerk der zweiten Stufe 132 Sekunden zu früh selbsttätig ab, was das autonome Flugführungssystem der Rakete dadurch ausglich, dass es die verbliebenen vier Triebwerke um 34 Sekunden länger brennen ließ. Auch die dritte Stufe brannte neun Sekunden länger. Trotz der unerwarteten Störung war die Abweichung von der geplanten Umlaufbahn minimal. Nach eineinhalb Erdumkreisungen wurde die dritte Stufe ein zweites Mal gezündet, um Apollo 13 auf den Weg zum Mond zu bringen.

### Einschlag der Saturn-Raketenstufe

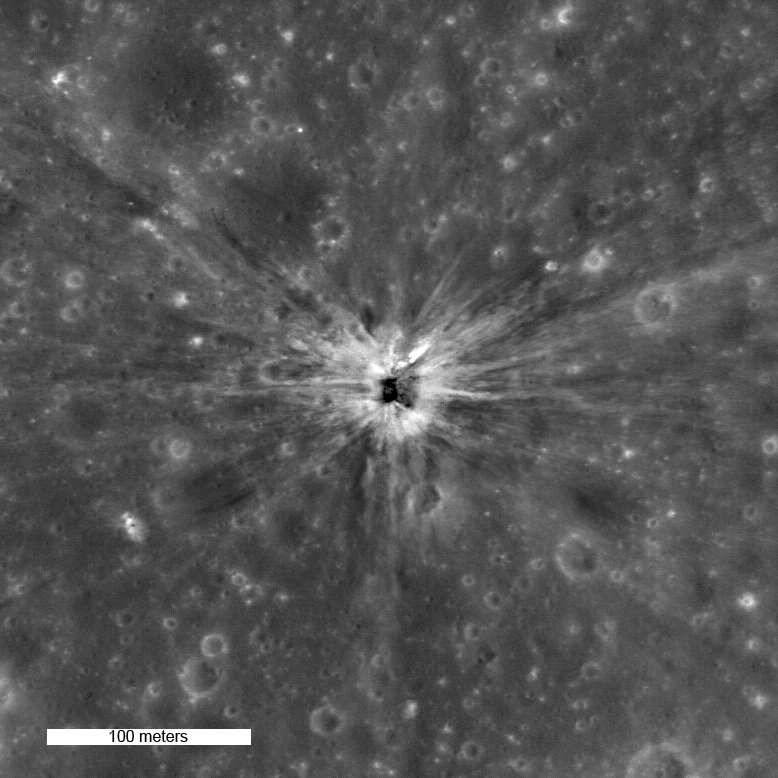
Der Einschlagkrater der S-IVB

Ein vor dem Hintergrund der folgenden Ereignisse kaum beachtetes Experiment war der Saturn-Einschlag (Einschlag der dritten Raketenstufe S-IVB) auf dem Mond. Kurz nach Abtrennung des Kommando- und Servicemoduls (CSM) und Ankopplung des Lunarmoduls (LM) wurde die dritte Stufe der Saturn V durch Ablassen des Sauerstoffs und Zünden der APS-Steuerdüsen erfolgreich auf Kollisionskurs mit dem Mond gebracht. Drei Tage später schlug die fast 14.000 kg schwere Stufe ca. 120 km westnordwestlich des Apollo-12-Landeplatzes mit 2,5 km/s (9.000 km/h) Geschwindigkeit auf. Der Einschlag entsprach der Sprengwirkung von gut 10 t TNT. Nach ungefähr 30 Sekunden registrierte das von Apollo 12 aufgestellte Seismometer den Einschlag. Das Beben dauerte mehr als drei Stunden. Schon kurz vorher wurde vom Ionosphärendetektor eine Gaswolke registriert. Sie war für mehr als eine Minute nachweisbar. Man nimmt an, dass der Einschlag Partikel des Mondbodens bis in eine Höhe von 60 Kilometern schleuderte, wo sie vom Sonnenlicht ionisiert wurden.

### Der Unfall
55 Stunden und 54 Minuten nach dem Start, über 300.000 km von der Erde entfernt, explodierte einer der beiden Tanks mit superkritischem Sauerstoff im Servicemodul der „Odyssey“, kurz nachdem der im Tank befindliche Ventilator in Betrieb genommen worden war. Kapselpilot Swigert meldete über Funk: “Okay Houston, we’ve had a problem here.” „Okay, Houston, wir haben hier gerade ein Problem gehabt.“ Astronaut Jack R. Lousma, der zu dieser Zeit im Kontrollzentrum in Houston als Capcom die Verbindung zur Besatzung hielt, fragte nach: „Könntet ihr das bitte wiederholen?“ Daraufhin meldete sich Kommandant Lovell und wiederholte: “Houston, we’ve had a problem.”
Nach Aussage von Fred Haise war die Enttäuschung der Besatzung über die verpasste Mondlandung im ersten Moment weitaus größer als die Sorge, wie und ob sie überhaupt zur Erde zurückkehren könnten.
Die Explosion von Sauerstofftank 2 beschädigte auch das Leitungssystem des daneben befindlichen Tanks 1. Die drei Brennstoffzellen, die mit Sauerstoff aus den beiden Tanks gespeist wurden, um Strom und Wasser zu erzeugen, konnten daher ihre Arbeit nur noch wenige Stunden lang verrichten.  Es blieb nur die Möglichkeit, die Mission abzubrechen und Apollo 13 schnellstmöglich zurück zur Erde zu holen, da eine weitere Reduzierung des Vorrates an Sauerstoff – und damit elektrischer Energie sowie Wasser – im Kommando-/Servicemodul „Odyssey“ durch nichts auszugleichen war.
Die Mondlandefähre „Aquarius“ spielte dabei die Rolle des „Rettungsboots“, in dem sich die Besatzung bis kurz vor dem Wiedereintritt in die Erdatmosphäre aufhalten musste. Ein Überleben im havarierten Kommando-/Servicemodul „Odyssey“ war nur für eine kurze Zeitspanne möglich. Diese Ressourcen mussten jedoch unter allen Umständen für die Wiedereintrittsphase aufgespart werden. Zuvor mussten noch die Systeme des Kommandomoduls (CM), darunter auch das Primary Guidance, Navigation and Control System mit dem Navigationscomputer AGC, nach einem genau abgestimmten Schema ausgeschaltet werden, um sie später für den Wiedereintritt reaktivieren zu können. Gleichzeitig wurden die Systeme der Mondfähre aktiviert, damit sie die Aufgaben der Navigation und der Lebenserhaltung übernehmen konnte.
Da eine direkte Umkehr wegen des unbekannten Zustandes des Haupttriebwerks am Servicemodul (SM) ausgeschlossen wurde, musste unter Ausnutzung des Gravitationsfeldes eine Mondumrundung mit einem Swing-by-Manöver vollzogen werden. Dazu wurde der Kurs durch eine kurze Brennphase des Landetriebwerks der Mondfähre leicht geändert, so dass die Flugbahn nach der Mondumrundung wieder zurück zur Erde führte. Durch dieses Manöver gelangte das Raumschiff auf eine freie Rückkehrbahn; ohne die Korrektur hätte sich das Raumschiff der Erde nur bis auf ca. 60.000 km genähert.

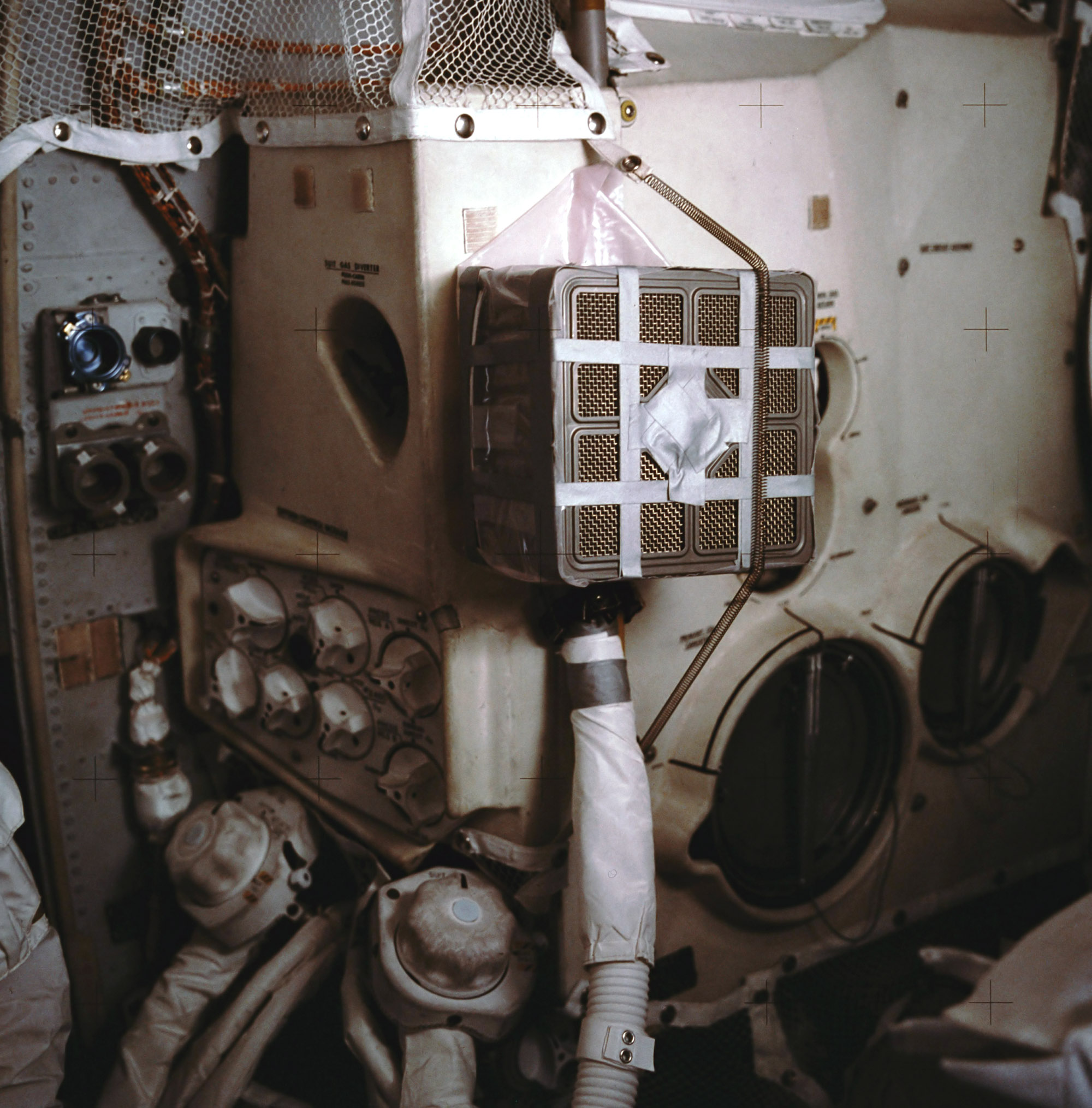
Der von den Astronauten gebaute provisorische CO_{2}-Absorberfilter in Betrieb

Die CO2-Absorberfilter (Lithiumhydroxid) des „Aquarius“-Lebenserhaltungssystems waren nur dafür ausgelegt, das in der Luft befindliche Kohlenstoffdioxid zu binden, das zwei Personen über maximal 45 Stunden ausatmen. Über drei Tage lang würden sich in der Mondlandefähre aber alle drei Astronauten aufhalten. Ein zusätzliches Handicap bestand in den im Kommandomodul verwendeten quadratischen CO2-Filtern, die inkompatibel mit den zylinderförmigen Filtern in der Mondlandefähre waren. Ein Team im Mission Control Center in Houston entwickelte aus an Bord vorhandenen Dingen, wie z. B. Schläuchen, Klebebändern, Deckel von Handbüchern etc. einen entsprechenden Adapter. Die „Bauanleitung“, in der auch eine Socke Verwendung fand, wurde dann an die Crew übermittelt, die dann erfolgreich den Adapter für die CO2-Absorber in der Mondlandefähre nachbaute.
Während genügend Sauerstoff an Bord war, gab es zu wenig Wasser zur Kühlung und insbesondere elektrische Energie, die in der Landefähre aus einer Silberoxid-Zink-Batterie stammte. Kurz vor der Wiedereintrittsphase mussten die Silberoxid-Zink-Batterien des Kommandomoduls, die bei der Havarie teilweise entladen worden waren, aus der Mondlandefähre mittels eines improvisierten Kabels wieder aufgeladen werden.

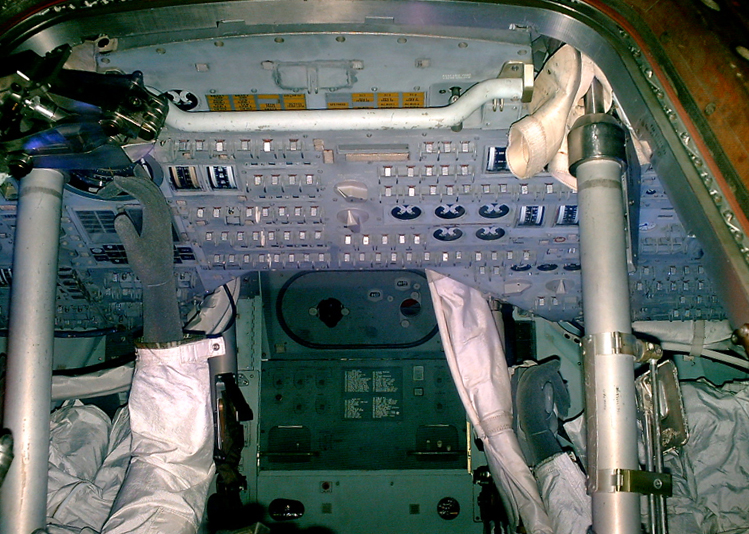
Das Kontrollpult im Kommandomodul

Um die knappen Reserven der Landefähre nicht bis an die äußerste Grenze zu strapazieren und die Belastungen für die Besatzung zu mindern, wurde das Raumschiff zwei Stunden nach der Umrundung des Mondes durch eine knapp viereinhalbminütige Brennphase des Mondfähren-Landetriebwerks beschleunigt. Diese als „PC+2“ bezeichnete Brennphase war ein für eventuelle Notfälle vorausgeplantes Manöver („PC“ steht für „Pericynthion“, den Punkt der größten Annäherung an den Mond). Dadurch wurde die Gesamtflugdauer auf 142:40 Stunden verkürzt und gleichzeitig gewährleistet, dass die Kommandokapsel im Pazifik niedergehen konnte, wo die US Navy eine Bergungsflotte stationiert hatte. Da diese Maßnahme allein noch nicht ausgereicht hätte, wurden die meisten der elektrischen Systeme der Mondfähre abgeschaltet und erst wenige Stunden vor der Landung wieder in Betrieb genommen. Weil auch die Kabinenheizung abgeschaltet werden musste und die Abwärme der elektrischen Verbraucher fehlte, sank die Temperatur im Raumschiff während des Rückfluges zur Erde bis auf ca. 0 °C.

### Wiedereintritt und Wasserung

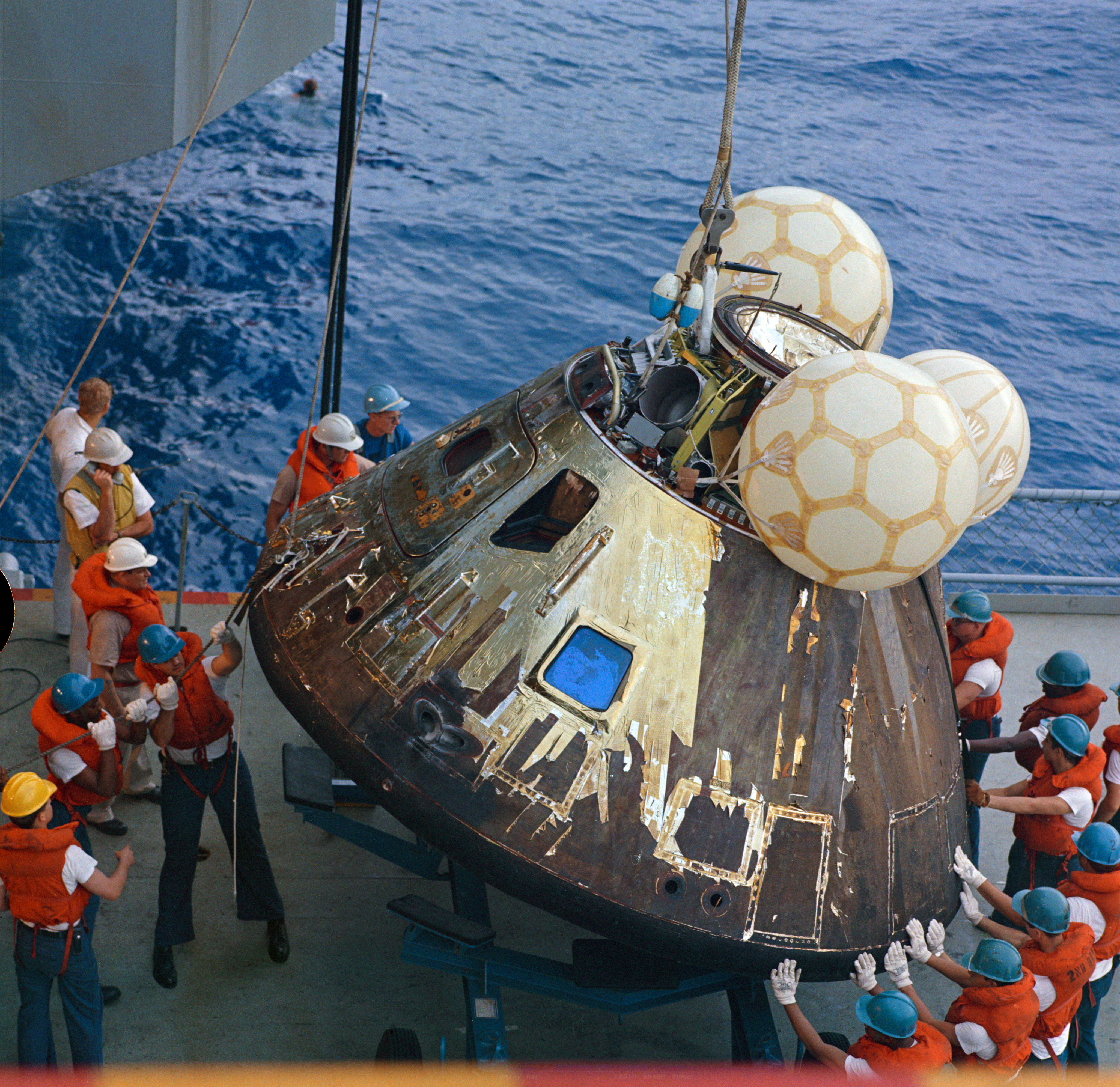
Apollo 13 an Deck der Iwo Jima

Für den letzten Teil des Fluges konnten die normalen Rückkehrreserven der Landekapsel benutzt werden. Anders als bei einer normalen Mission wurde die für den Wiedereintritt in die Erdatmosphäre benötigte Kapsel erst kurz vor dem Ende des Fluges von der Besatzung in Betrieb genommen und von der Aquarius getrennt. Befürchtungen, die abgeschaltete Elektrik der Kommandokapsel könnte durch Feuchtigkeit und Frost Schaden genommen haben, bewahrheiteten sich nicht. Der Versorgungsteil verglühte wie bei einem normalen Flug in der Erdatmosphäre; ebenso ging die Mondlandefähre verloren, in deren Landestufe sich noch die ALSEP-Station mit ihrem Radioisotopengenerator als Stromversorgung befand. Jedoch wurde keine freigesetzte Radioaktivität nachgewiesen, da dieser Fall beim Entwurf des Generator-Behälters eingeplant worden war und er einen Wiedereintritt schadlos überstehen konnte. Da die „Blackout“ genannte Funkstille beim Wiedereintritt auffällig länger dauerte als die üblichen vier Minuten, führte das zu der Befürchtung, Besatzung und Landekapsel könnten verloren sein. Der verlängerte Blackout ergab sich aus dem Umstand, dass der Eintrittswinkel der Kapsel etwas flacher war als geplant. Am 17. April 1970 um 13:07 Uhr wasserte Apollo 13 problemlos im Pazifik südöstlich von Amerikanisch-Samoa. Der Helicopter 66 brachte die Crew zum rund 6,5 km entfernten Bergungsschiff Iwo Jima.

## Verbleib des Raumfahrzeugs
Nach der Bergung wurde das CM zunächst zerlegt, um das Unglück aufzuklären. Die äußere Hülle wurde eine zeitlang im Musée de l’air et de l’espace in Paris ausgestellt. Nach Abschluss der Untersuchungen kombinierte man die Einbauten mit dem Trainingsmodul und stellte diese bis 2000 im Museum of Natural History and Science (Naturkundemuseum) in Louisville, Kentucky, aus. Danach wurden die Einbauten wieder in die Originalhülle zurückgebaut; die wiederhergestellte Kommandokapsel befindet sich seither im Kansas Cosmosphere and Space Center, Hutchinson, Kansas.

## Ursache des Unglücks
Der Grund der Explosion war nicht, wie häufig zu lesen, ein gebrochenes Kabel im Sauerstofftank, sondern die Folgen eines unter zu hoher Spannung kurzgeschlossenen Thermostats sowie einer Kette von Versäumnissen und Fehleinschätzungen.

### Die Sauerstofftanks
Im Apollo-Servicemodul befanden sich zwei nebeneinanderliegende Sauerstofftanks, in denen kryogener superkritischer Sauerstoff enthalten war. Der Sauerstoff befindet sich dabei in einem Grenzzustand zwischen flüssig und gasförmig und steht unter hohem Druck. Zum Betrieb des Tanks waren neben den Füll-, Ablass-, Entnahme- und Entlüftungsleitungen einige elektrisch betriebene Vorrichtungen nötig, die in einer Baugruppe zusammengefasst waren. Dabei handelte es sich um ein Thermometer, einen Messfühler für die Füllstandsanzeige, ein Heizelement und einen Ventilator. Das Heizelement war notwendig, um den erforderlichen Betriebsdruck des Tanks aufrechtzuerhalten. Der Ventilator wurde benötigt, um den Tankinhalt durchzumischen, da kryogene Stoffe in Schwerelosigkeit zu Schichtbildung neigen. Nach der Montage war das Tankinnere nicht mehr für Inspektionen zugänglich.
Die NASA hatte den Bauauftrag für das Servicemodul an die Firma North American Aviation vergeben; diese hatte ihrerseits der Firma Beechcraft den Auftrag zum Bau der Sauerstofftanks erteilt. Die Spezifikation enthielt u. a. die Forderung, die Heizelemente der Tanks mit einem auf die Bordspannung des Apollo-Raumschiffs von 28 V Gleichspannung ausgelegten Thermostatschalter abzusichern.

### Versäumnisse
Im Jahr 1965 änderte die NASA die Spezifikationen dahingehend, dass die elektrischen Baugruppen der Sauerstofftanks auf die an der Startrampe verwendete höhere Spannung von 65 V Gleichspannung auszulegen seien. Beechcraft versäumte, auch die Thermostatschalter statt für 28 Volt für die am Cape notwendige Spannung von 65 Volt auszulegen. Weder bei Beechcraft noch bei North American oder bei der NASA wurde diese Unterlassung bemerkt. Dies und alle weiteren Versäumnisse wurden wenige Monate nach dem Unfall von der Cortright-Kommission (s. u., Abschnitt „Bedeutung …“) ermittelt.
Der im Servicemodul von Apollo 13 verwendete Sauerstofftank Nr. 2 gehörte ursprünglich zum Servicemodul von Apollo 10, war dort aber für nachträgliche Veränderungen wieder ausgebaut worden. Dabei rutschte der Tank vom Montagehaken und fiel etwa 5 cm tief, wobei das Ablassventil unbemerkt beschädigt wurde.
Der Countdown-Demonstrationstest für Apollo 13 fand 2 Wochen vor dem Starttermin statt. Nach diesem Test mussten die Tanks des Raumschiffs wieder entleert werden. Dies gelang bei Sauerstofftank Nr. 2 nur teilweise. Man vermutete, dass bei dem im Herstellerwerk erfolgten Vorfall die Ablassvorrichtung beschädigt worden war und der Sauerstoff deshalb teilweise wieder in den Tank zurückfloss. Da die Ablassvorrichtung während des Fluges nicht mehr gebraucht werden würde, hielt man es nicht für erforderlich, den Tank auszuwechseln, sondern entschloss sich zu einer Alternativprozedur: den Sauerstoff mit Hilfe der Tankheizung verdampfen zu lassen. Über 8 Stunden lang war die Heizung in Betrieb. Aber weil der Thermostatschalter nicht an die neue Betriebsspannung von 65 Volt DC angepasst worden war, sprach er zwar an, aber die stark erhöhte Stromstärke von 6 Ampere führte dazu, dass seine Schaltkontakte miteinander verschweißt wurden und der Strom nicht mehr unterbrochen wurde. Die resultierende hohe Temperatur führte zu einer Beschädigung der Leitungsisolation der Ventilatorzuleitung. Spätere Tests bestätigten dies. Infolgedessen überhitzten der Tank und die Teflonbeschichtung des Heizstabes.
Da die Thermometerskala an der Startrampe nur für maximal 27 °C ausgelegt war und man erwartete, dass der Thermostat die Heizung spätestens bei diesem Wert abschaltete, blieben die Überhitzung auf über 530 °C (1000 °F) und die resultierenden Folgeschäden unbemerkt. Der ununterbrochen fließende Strom des Heizelementes wurde zwar im Kontrollzentrum grafisch aufgezeichnet, allerdings nicht bemerkt.

### Die Explosion

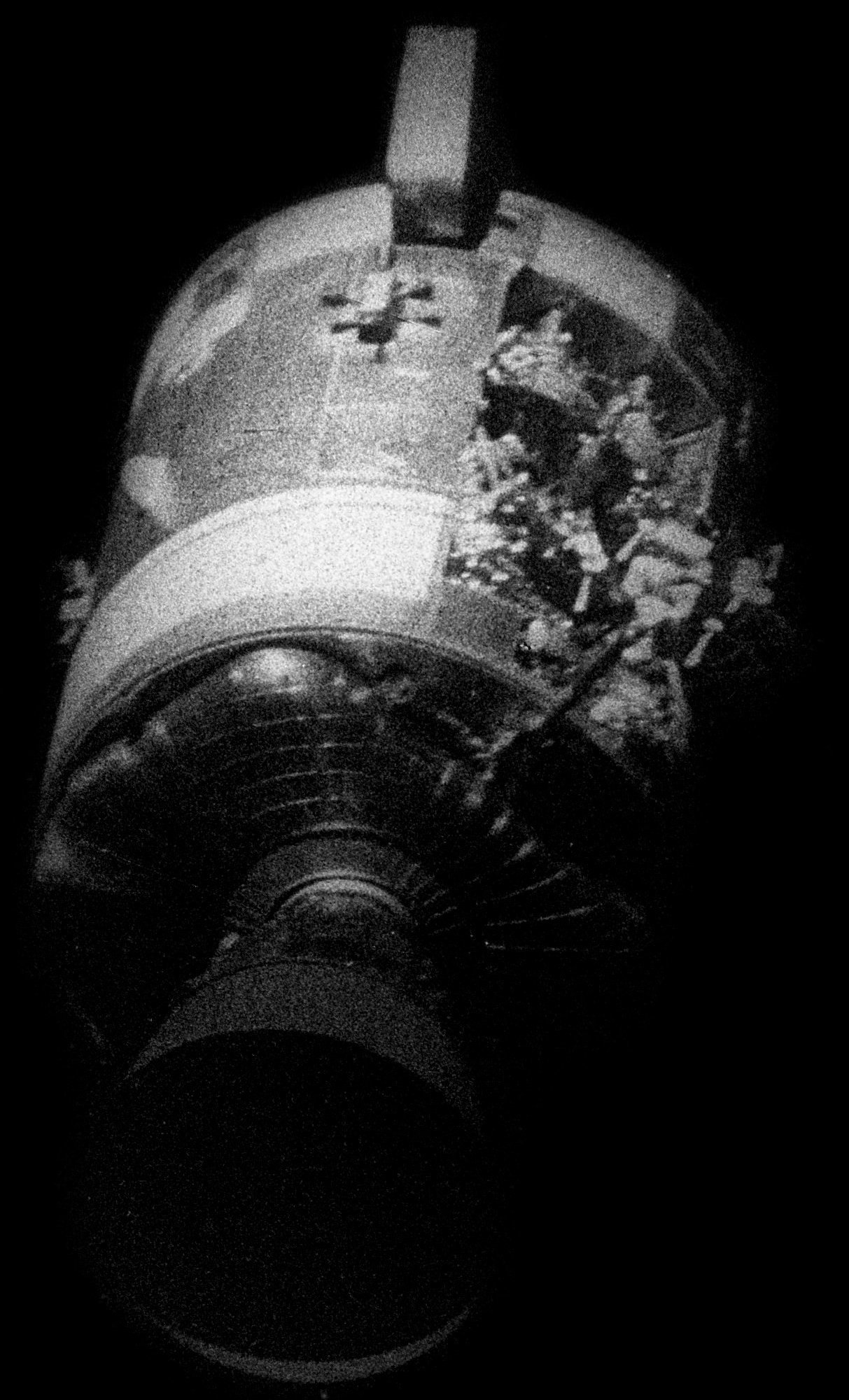
Das havarierte Servicemodul nach der Abtrennung

46 Stunden und 40 Minuten nach dem Start wurde der Ventilator im Sauerstofftank 2 routinemäßig aktiviert. Dabei gab es erste Anzeichen für ein Problem, als die Füllstandsanzeige von ihrem bisherigen normalen Wert auf über 100 % anstieg und in dieser Position stehen blieb. Um das Problem näher zu untersuchen, ließ die Bodenkontrolle den Ventilator rund eine Stunde später und nach drei weiteren Stunden noch einmal einschalten, ohne dass sich die Anzeige änderte.
Als Jack Swigert bei 55:54 Stunden Flugzeit auf Anweisung der Bodenkontrolle den Ventilator im Sauerstofftank erneut in Gang setzte, kam es zu einem Kurzschluss. Dadurch erhitzte sich entweder das Aluminium, aus dem der Tank gefertigt war oder aber die Teflonisolation. Die reine Sauerstoffatmosphäre im Tank führte dazu, dass sich einer dieser beiden Stoffe entzündete und langsam verbrannte. Über 69 Sekunden stieg der Druck im Tank – der langsame Anstieg deutet eher auf brennendes Teflon hin als auf brennendes Aluminium – bis er schließlich platzte.

„Fred hat uns fast den ganzen Tag genervt, indem er sich einen Spaß daraus machte, immer wieder das Druckausgleichsventil zwischen der ‚Odyssey‘ und der ‚Aquarius‘ zu öffnen. Dabei gab es ein lautes Geräusch, das uns andere jedes Mal fürchterlich erschreckte. Ich war gerade dabei, ein paar Systeme zu kontrollieren, als Sauerstofftank 2 mit einem lauten Knall explodierte. Zuerst dachte ich, es sei wieder Freddo, doch als ich mich umdrehte, saß er weit vom Ventil entfernt in seinem Sitz. Er war leichenblass vor Schreck und schüttelte nur den Kopf. Da wusste ich, es ist etwas passiert.“

Durch die Explosion wurde auch das Leitungssystem des benachbarten Sauerstofftanks 1 beschädigt, so dass dessen Inhalt während der folgenden 130 Minuten fast vollständig entwich. Am Servicemodul wurde ein Teil der Außenverkleidung abgesprengt, das mit der Richtantenne kollidierte und möglicherweise auch das Haupttriebwerk des Servicemoduls beschädigte.

## Bedeutung für das Apollo-Programm
Anders als für die NASA hatten Mondlandungen für die Medien und die Bevölkerung mittlerweile an Bedeutung verloren, Apollo 13 wäre die inzwischen dritte Landung in einem Zeitraum von knapp 9 Monaten gewesen. Die US-Fernsehsender übertrugen keine Live-Sendungen aus dem Raumschiff, sie wurden lediglich im Kontrollzentrum Houston gesehen. Erst als der Unfall bekannt wurde, schalteten sich Medien aus aller Welt zu.
Kommandant Jim Lovell bezeichnete später den Verlauf der einzigen Mission des Apollo-Programms, die vorzeitig abgebrochen werden musste, als „erfolgreichen Fehlschlag“. Flugdirektor Gene Kranz nannte sie „die größte Stunde der NASA“ (NASA’s finest hour).
Apollo 13 gebührt auch ein Rekord: Auch aufgrund des größeren Radius der Bahn um den Mond herum sind die drei Astronauten der Mission diejenigen Menschen, die am weitesten von der Erde entfernt waren: 401.056 km am äußersten Bahnpunkt um den Mond.
Nachdem eine von Edgar Cortright, dem Leiter des Langley-Forschungszentrums der NASA, geleitete interne Untersuchungskommission im Juni 1970 ihren Bericht veröffentlicht hatte, wurden konstruktive Änderungen an den Sauerstofftanks der noch verbleibenden Apollo-Servicemodule vorgenommen. Insbesondere wurden die Thermostatschalter ausgewechselt; außerdem wurde ein dritter Sauerstofftank eingebaut.
Von den sieben geplanten weiteren Missionen wurden im Jahr 1970 drei gestrichen: eine am 4. Januar (Apollo 20) und zwei für 1972/73 vorgesehene Missionen am 2. September 1970 aufgrund von Budgetkürzungen im US-Haushalt. Es mag eine Rolle gespielt haben, dass man befürchtete, bei einem weiteren (und möglicherweise tödlichen) Unglück könnte das gesamte bemannte Raumfahrtprogramm gestrichen werden.
Die verbliebenen vier Missionen wurden mit 14 bis 17 neu durchnummeriert. Im Januar 1971 wurde das Apollo-Programm mit der Mission Apollo 14 fortgesetzt.

## Trivia

Skizzierter Missionsverlauf auf einer Briefmarke von Umm al-Qaiwain (das Schema der Flugbahn ist allerdings nicht korrekt dargestellt)

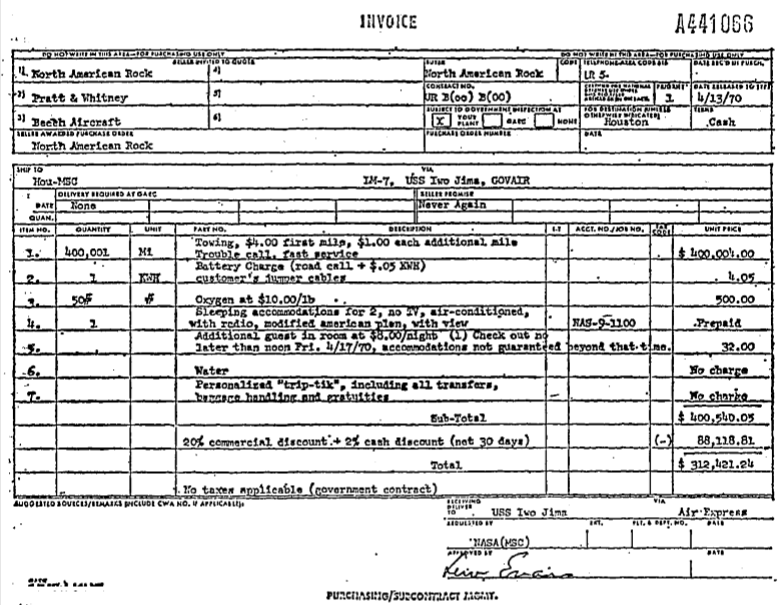
Rechnung von Grumman Aerospace Corporation an North American Aviation für das Abschleppen der Raumfähre mit der Mondfähre

- US-Vizepräsident Spiro Agnew und der deutsche Bundeskanzler Willy Brandt wohnten dem Start von Apollo 13 im Kennedy Space Center bei.
- Die Mission wurde im Jahr 1995 mit Tom Hanks, Kevin Bacon, Ed Harris, Gary Sinise und Bill Paxton in den Hauptrollen verfilmt. Das Drama kam unter dem Titel Apollo 13 in die Kinos und wurde mit zwei Oscars ausgezeichnet.
- Die berühmte Meldung der Astronauten an Houston lautete nicht Houston, we have a problem, wie häufig wiedergegeben wird, sondern Swigert meldete an die Bodenstation: Okay, Houston, we’ve had a problem here. Lovell machte dann auf Nachfrage des CapCom die gleiche Meldung: Houston, we’ve had a problem. Die deutsche Übersetzung Houston, wir haben ein Problem kann dennoch als korrekt angesehen werden, da diese Vergangenheitsform im Englischen (auch) für Handlungen benutzt wird, die bis in die Gegenwart andauern oder um den Bezug zur Gegenwart zu betonen.
- Zufällig war mit Jack Swigert ausgerechnet der Astronaut an Bord von Apollo 13, der sich am besten mit den Notfallmaßnahmen in der Apollo-Kommandokapsel auskannte, da er persönlich an der Ausarbeitung der entsprechenden Prozeduren beteiligt gewesen war.
- Als scherzhafte Antwort auf die glückliche Rettung stellte Grumman Aerospace Corporation, der Konstrukteur der Mondfähre, an North American Rockwell, die ihrerseits die Kommandokapsel und das Versorgungsmodul gebaut hatten, eine Rechnung über $ 312.421,24[14] über „Abschleppgebühren“ aus, da die Mondfähre das angeschlagene Raumschiff fast den ganzen Weg zum Mond und zurück abgeschleppt hätte. Besagte Rechnung berücksichtigte neben einem Regierungsabschlag von 20 % ein Skonto von weiteren 2 %, sollte North American die Summe in bar bezahlen. North American verweigerte jedoch höflich die Bezahlung und verwies darauf, dass Kommandokapseln von North American bereits mehrfach zuvor Mondlandefähren von Grumman bis zum Mond befördert hätten, all dies ohne jegliche Zahlungsaufforderung.[15]